# Alundra 2: A New Legend Begins
Alundra 2: A New Legend Begins, en español Alundra 2: Comienza una nueva leyenda, es un videojuego de rol de acción desarrollado por Matrix software para la PlayStation de Sony. Ha sido publicado por Sony Computer Entertainment en Japón en 1999 y por Activision en Norteamérica y Europa en 2000. A diferencia de su predecesor, Alundra, Alundra 2 cuenta con un diseño 3D que se abre un nuevo mundo de los rompecabezas. Además, a pesar de su título, Alundra 2 no tiene vínculos con el original, lo que provocó una respuesta desfavorable por parte de muchos fanáticos del original juego. Tiene una historia completamente nueva con un conjunto diferente de personajes, incluyendo al personaje principal, Flint.

## Jugabilidad
Alundra 2 es un videojuego de acción que tiene el entorno en el espacio tridimensional, el personaje puede moverse en todas direcciones, y la cámara puede ser manual girar 360 grados. El juego consiste en luchar contra los enemigos, interactuando con el carácter del ambiente, Se deben resolver numerosos puzles, y realizar mucha exploración. La historia se presenta a través de texto y voces.
El jugador controla a Flint, un joven espadachín y protagonista silencioso. Flint utiliza una espada para luchar contra los enemigos y lleva un escudo que da habilidad para la reducción de daño pasiva; versiones más fuertes de ambos se pueden obtener a través del juego. Flint también se puede aprender nuevas técnicas sucesivas de su espada, conocidos como combos, por los elementos de recolección llamada Las piezas del rompecabezas y el intercambio con el carácter Señor Jeehan. El juego también cuenta con objetos únicos, como un anillo mágico que otorga poderes especiales a Flint como las habilidades para flotar en un lugar o recorrer sobre lava perjudicial.

## Historia
La historia de Alundra 2 se encuentra en el reino de Varuna. Mefisto, un poderoso hechicero está utilizando poderes mágicos para controlar a los humanos y convertir a los animales en máquinas estúpidas y violentas. Flint es un cazador de piratas buscado por traición a la patria, y se dedica a ello ya que fueron los piratas los que causaron la muerte de sus padres.
El juego comienza con Flint infiltrándose en una aeronave voladora. En el interior, se encuentra que el barco está a cargo de los robots humanoides, hay teclas visibles que sobresalen de su espalda y su habla es ininteligible. También a bordo hay una familia de tres piratas: Zeppo, Albert, y Ruby. Flint escucha a escondidas en su conversación y se menciona que Mefisto puede crear "hombres mecánicos" a través de una tecnología que sólo él entiende. El Barón Díaz, desconfiado de Mefisto, le da las tareas a los piratas de tener un ojo sobre él.
Flint es descubierto y atacado por Zeppo. Los daños y perjuicios resultantes de batalla en el interior de la nave y hace que se bloquee. Flint cae en el mar y la lava en una orilla donde es encontrado por un vecino y llevado pulg Después de recuperarse, se encuentra con la Princesa Alexia y une fuerzas con ella. Alexia explica que su padre ha desaparecido y ella sabe que el barón Díaz utiliza a los piratas a deshacerse de él.
En su búsqueda de pruebas incriminatorias, Flint y Mephisto Alexia encuentro, la batalla con sus abominaciones mecánicos, e investigar la sospechosa "Iglesia de la clave". Ellos son finalmente detenidos por Mephisto y llevados por mar a Varuna. Flint se lanza al agua, pero él sobrevive y llega a la capital para hacer frente a Barón Díaz. El barón amenaza la vida de Alexia y Flint tareas con la recuperación de tres reliquias a cambio de su seguridad. Flint se le dice que contar con la ayuda de los tres piratas que había conocido antes: Zeppo, Albert, y Ruby. Le ayudará a entrar en las ruinas. Flint pasa por las ruinas y la lucha con sus antiguos guardianes para obtener las tres reliquias.
Flint vuelve a Barón Díaz y entrega de las reliquias, y el barón que utiliza para entrar en una torre en busca del tesoro perdido de Varuna. Mephisto sigue el interior de Baron y lee un mural en una pared. Él explica que hay un conjunto de instrucciones que aparecen en el mural y que sin embargo, otra reliquia se requiere antes de las instrucciones se puede completar. Flint se ordenó para recuperar una reliquia cuarto y se enfrente a través de más calabozos en busca de la reliquia. En el camino, se encuentra con un dragón de esclavos llamado Tirion. Flint lo libera y el dragón le lleve de vuelta a Varuna.
Después de Flint devuelve la reliquia final, se encuentra en el lugar y la maquinaria de la torre se ha activado. Mefisto revela que no hay un tesoro perdido de Varuna y que él había construido la torre hace dos mil años con el fin de calcular las coordenadas del centro neurálgico del planeta. Un mago llamado Lumiere, sin embargo, impidió la entrada de Mephisto mediante el sellado de la torre. Mephisto continuación, inserta una clave en el Barón, convirtiéndolo en un monstruo mecánico. Después de Flint derrota al monstruo, Barón Díaz vuelve a la normalidad. Fuera de la capital, Mephisto levanta la tecla *, un gigante con forma de llave estructura, fuera del mar. Su intención es utilizar su poder para mutar el planeta y tomar el control.
Tirion vuela Flint, Alexia, Zeppo, Albert, y Ruby con la tecla * para enfrentarse a Mephisto. Flint hace su camino a través de la mazmorra y se encuentra con que Zeppo ha sido capturado. Mephisto aparece y se inserta una llave en Zeppo, también lo convierte en un monstruo mecánico. Flint derrota al monstruo, Zeppo volver a su estado anterior, y luego se enfrenta a Mefisto en la batalla. Flint mata a Mefisto y la llave estrella colapsa en el mar. El grupo se escapa en la parte posterior de Tirion, Flint y compartir un abrazo Alexia, ya que volar.

### Personajes
- Flint: Su familia fue asesinada por un grupo de piratas, y los ha estado cazando desde entonces. También es un hombre buscado en el reino de Varuna.
- Alexia: la Princesa de Varuna. Ella busca a su padre, el Rey de Varuna.
- Señor Prunewell: El viejo criado de Alexia, aparece cerca del comienzo del juego. Tiene espías que están viendo Flint para él.
- Zeppo: El líder de la familia pirata. Marido de Mileena.
- Rubí: Hija de Zeppo. Muy mandona y de mal genio. La hija de Mileena.
- Albert: Hijo de Zeppo. Silencioso y tranquilo. El hijo de Mileena.
- Mephisto: El capitán del tornillo de la magia. Sus tornillos, cuando está conectado a un organismo vivo, que se conviertan en máquinas de matar.
- Barón Díaz: Se ha tomado el trono después de la desaparición del Rey de Varuna, se colaboraba secretamente con Mephisto. Desesperadamente quiere casarse con la princesa Alexia.
- Nunugi: Asistente / guardaespaldas de Barón Díaz.
- Miyagi: El hermano de Nunugi, se puede ver en el final.
- Natasha: buenas intenciones del Barón hija.
- Mileena: La reina pirata, y también la madre de Rubí y Alberto. Tiene un contrato con Mefistófeles.
- Belgar: asistente de Mileena / guardaespaldas. El padre de Flint.
- Rey Varuna: La regla de Varuna del Reino Unido que es secuestrado y reemplazado por un muñeco de madera. Alexia se desplaza la tierra en busca de él.

## Recepción
El juego recibió una puntuación media de 70,12%, basado en un total de 25 comentarios, con lo que fue mucho menos exitoso que su predecesor.
IGN le dio a Alundra 2 una puntuación de 7.7 de 10. Después de elogiar a su predecesor Alundra como "uno de los mejores juegos de acción/rol de la PlayStation" y su historia como "una de las historias más oscuras de cualquier juego de rol que existe", el crítico declaró que Alundra 2 "simplemente no se acumula" y eso, "a pesar de que la escritura fue excepcional, no compensó el hecho de que el juego tenía una historia realmente afrutada". Sin embargo, declaró que le gustaban los "rompecabezas del juego y estaba muy impresionado con el trabajo de localización hecho por Activision", pero que "el juego fue muy perjudicado por sus menores de controles precisos, molesto por posible batallas difíciles", "la música es aburrida, y la gráfica tiene problemas técnicos". Concluyó que "pretenden que esto no tiene nada que ver con el Alundra original o Zelda, y probablemente disfrutarán de este juego sin problemas. Definitivamente es uno de los cinco mejores juegos de acción/rol de la PlayStation".